# ポンテ・イン・ヴァルテッリーナ
ポンテ・イン・ヴァルテッリーナ（伊: Ponte in Valtellina）は、イタリア共和国ロンバルディア州ソンドリオ県にある、人口約2,200人の基礎自治体（コムーネ）。

## 地理

### 位置・広がり
ソンドリオ県中部のヴァルテッリーナに位置する。県都ソンドリオから東へ9km、ティラーノから西南西へ15km、州都ミラノから北東へ100kmの距離にある。

#### 隣接コムーネ
隣接するコムーネは以下の通り。BGはベルガモ県所属を示す。
- カステッロ・デッラックア
- キウーロ
- モンターニャ・イン・ヴァルテッリーナ
- ピアテーダ
- テーリオ
- トレジーヴィオ
- ヴァルボンディオーネ (BG)

### 地勢・地形
- 河川：アッダ川

### 地震分類
イタリアの地震リスク階級 (it) では、3 に分類される
。

## 行政

### 山岳部共同体
広域行政組織である山岳部共同体「ヴァルテッリーナ・ディ・ソンドリオ山岳部共同体」 (it:Comunità montana della Valtellina di Sondrio) （事務所所在地: ソンドリオ）を構成するコムーネの一つである。

### 分離集落
ポンテ・イン・ヴァルテッリーナには、以下の分離集落（フラツィオーネ）がある。
- Albareda, Arigna, Briotti, Carolo, Casacce, Gerna, Famlonga, Prestinè, Sazzo

## 人物

### 著名な出身者
- ジュゼッペ・ピアッツィ - 18-19世紀の天文学者。ケレスを発見。